# Sant'Apollinare, Frosinone
Sant'Apollinare är en ort och kommun i provinsen Frosinone i regionen Lazio i Italien. Kommunen hade 1 882 invånare (2018).